# Protambulyx strigilis
Protambulyx strigilis är en fjärilsart som beskrevs av Carl von Linné 1771. Protambulyx strigilis ingår i släktet Protambulyx och familjen svärmare. Inga underarter finns listade i Catalogue of Life.

## Bildgalleri

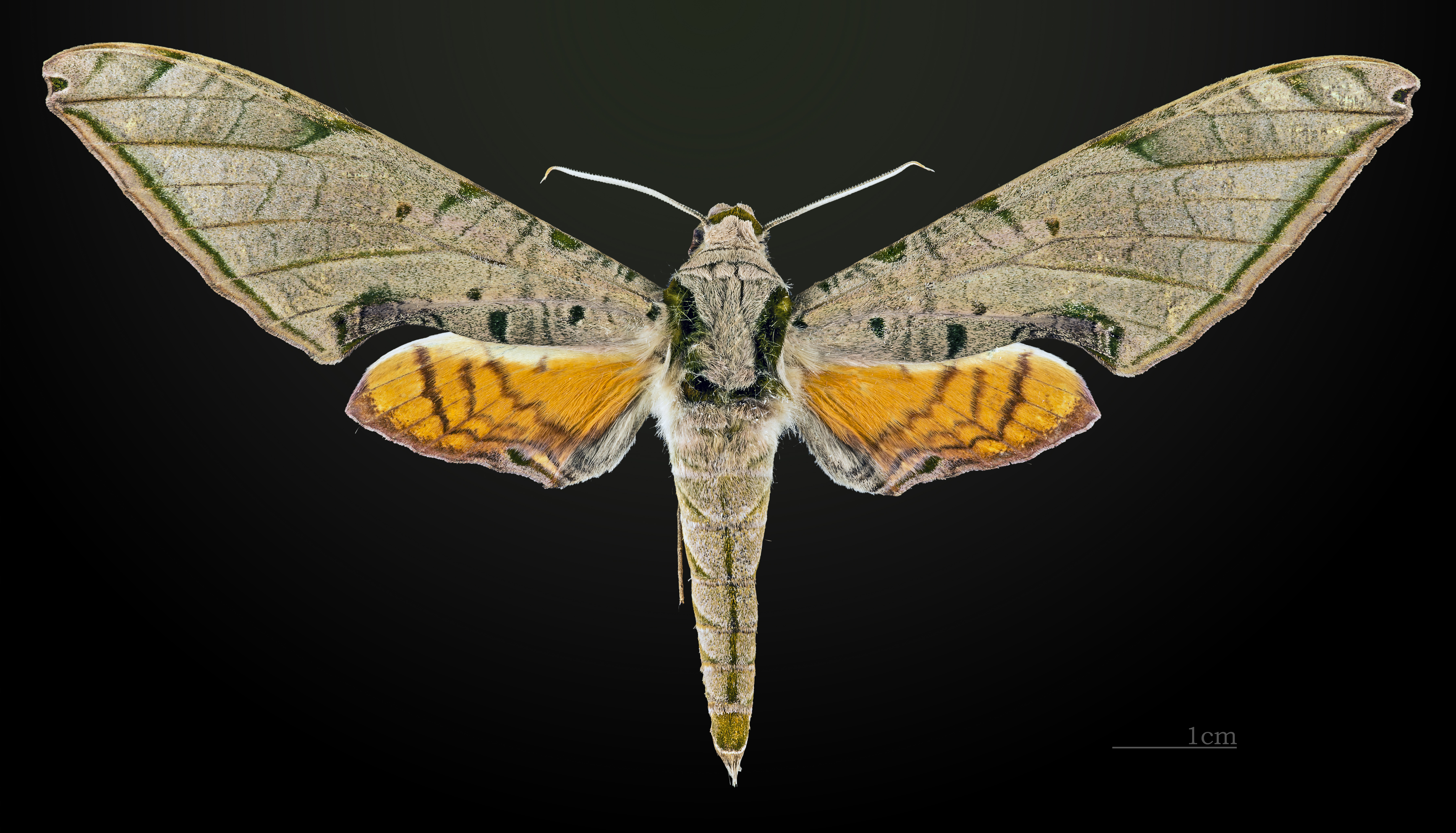
♂
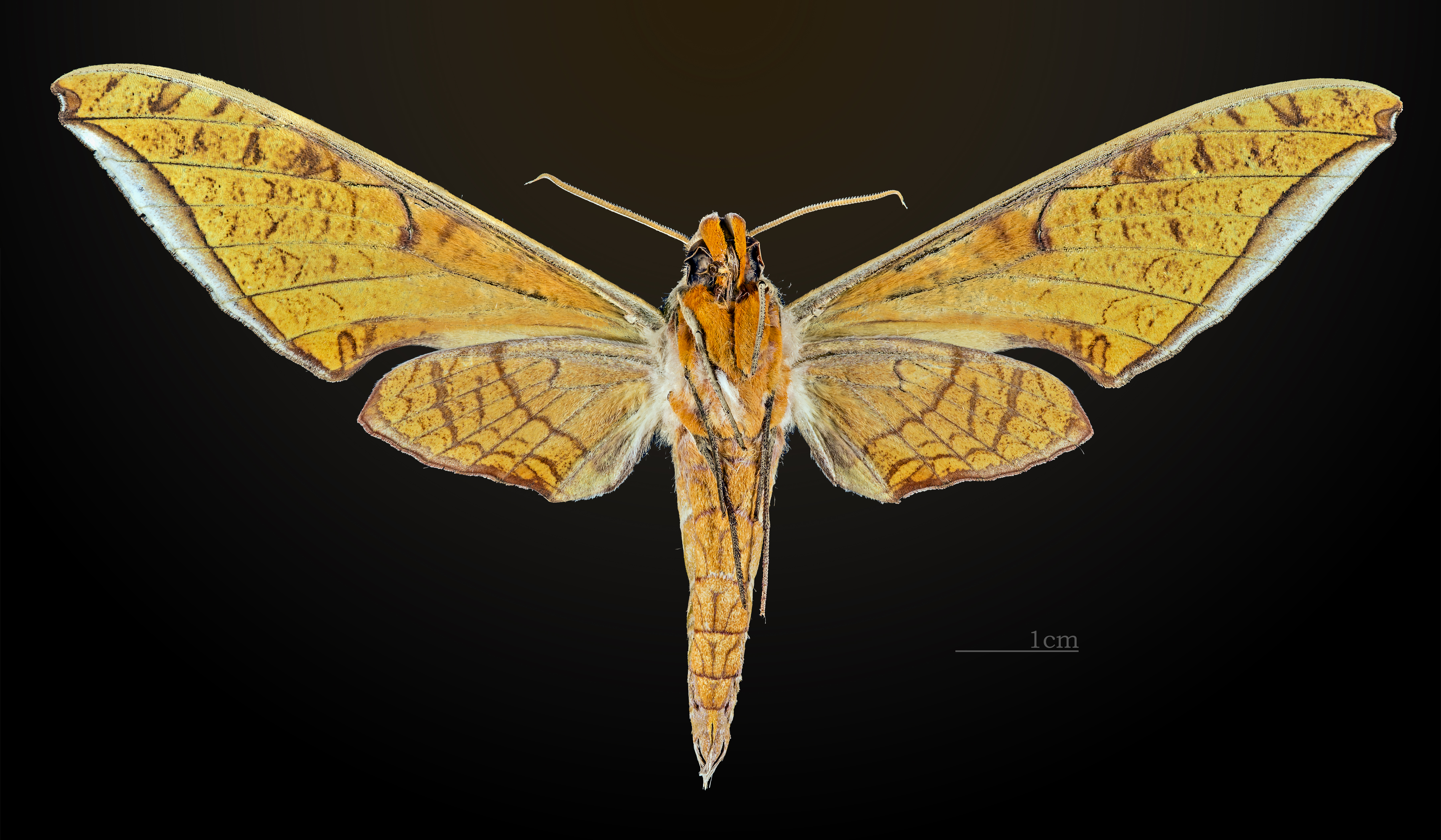
♂ △
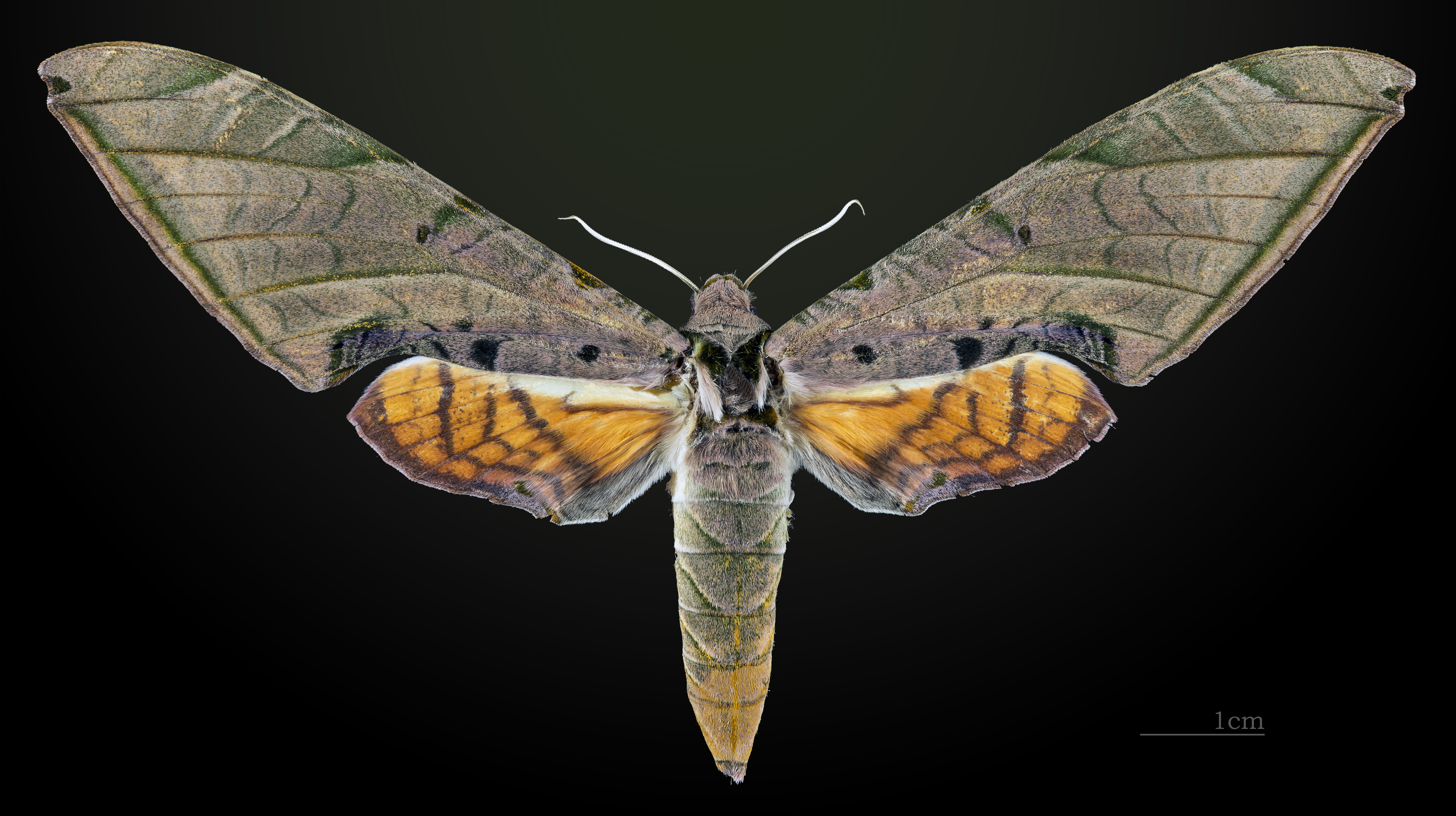
♀
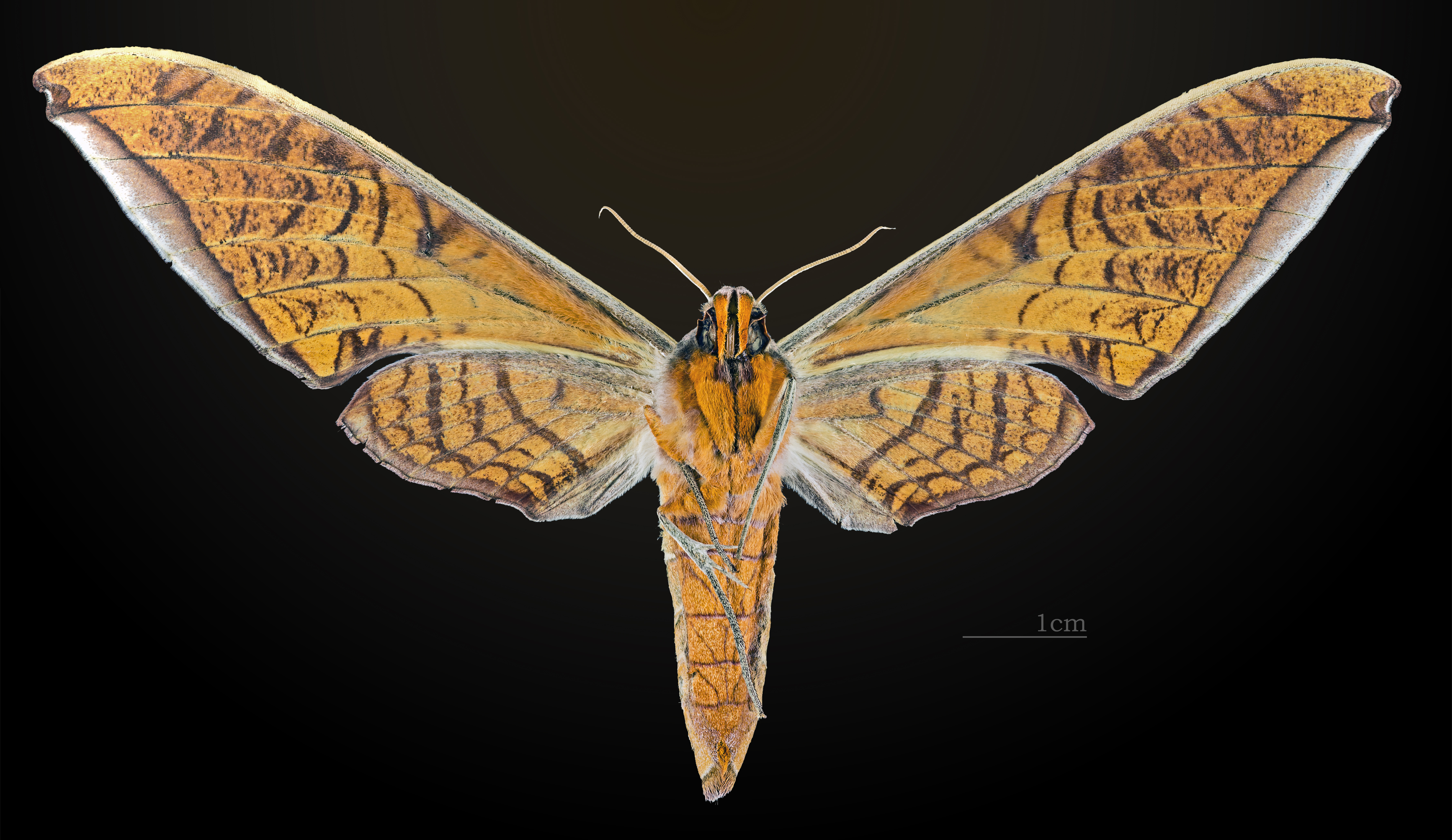
♀ △